# Delnice
Delnice es un municipio de Croacia en el condado de Primorje-Gorski Kotar.

## Geografía
Se encuentra a una altitud de 706 m s. n. m. a 124 km de la capital nacional, Zagreb.

## Demografía
En el censo 2011 el total de población del municipio fue de 5952 habitantes, distribuidos en las siguientes localidades:
- Bela Vodica - 24
- Belo - 9
- Biljevina - 4
- Brod na Kupi - 207
- Crni Lug - 253
- Čedanj - 9
- Dedin - 93
- Delnice - 4 379
- Donja Krašićevica - 0
- Donje Tihovo - 5
- Donji Ložac - 6
- Donji Okrug - 2
- Donji Turni - 0
- Gašparci - 15
- Golik - 19
- Gornja Krašićevica - 2
- Gornje Tihovo - 6
- Gornji Ložac - 10
- Gornji Okrug - 2
- Gornji Turni - 13
- Grbajel - 17
- Guče Selo - 27
- Gusti Laz - 4
- Hrvatsko - 49
- Iševnica - 9
- Kalić -  4
- Kočičin -  1
- Krivac - 23
- Kupa -  8
- Kuželj - 52
- Leska -  3
- Lučice -  332
- Mala Lešnica -  8
- Malo Selo -  62
- Marija Trošt -  46
- Plajzi -  0
- Podgora Turkovska -  8
- Požar -  8
- Radočaj Brodski -  40
- Raskrižje Tihovo -  7
- Razloge -  8
- Razloški Okrug -  5
- Sedalce -  16
- Srednja Krašićevica -  0
- Suhor -  0
- Ševalj -  0
- Turke -  31
- Velika Lešnica -  16
- Velika Voda -  0
- Zagolik -  0
- Zakrajc Turkovski -  2
- Zalesina -  41
- Zamost Brodski -  36
- Zapolje Brodsko - 34
- Zelin Crnoluški - 0

| Gráfica de población de Delnice 1857-2011                           |
|                                                                     |
| Según los censos de población de la oficina estadística de Croacia. |